# Barra Funda (distrito de São Paulo)
Barra Funda é um distrito situado na região oeste do município de São Paulo, com 5,6 km² de superfície. Apesar da pequena superfície, o distrito possui em seu território o Terminal Barra Funda, a quadra da Camisa Verde e Branco, o Memorial da América Latina, o Estádio Allianz Parque, pertencente ao clube de futebol Palmeiras, os Centros de Treinamento (CT) do mesmo Palmeiras e do São Paulo F.C., prédios empresariais como os da PricewaterhouseCoopers e os estúdios da RecordTV.
Situado em uma área de várzea ao sul do rio Tietê, cortada desde o século XIX por duas ferrovias (Santos-Jundiaí e Sorocabana), foi durante muitos anos uma região de vocação industrial. Atualmente se tornou uma zona de classe média e pequenos escritórios. Em seu limite se encontram o Parque Fernando Costa (Parque da Água Branca) e o Terminal Rodoviário da Barra Funda, que funciona junto com a estação terminal da Linha 3-Vermelha do Metrô de São Paulo.
Foi retratado na obra de Alcântara Machado "Brás, Bexiga e Barra Funda", que aborda o cotidiano das classes proletárias da cidade de São Paulo na primeira metade do século XX.
É delimitado pelas ruas Turiaçu, Palestra Itália, Carlos Vicari, Avenida Santa Marina, Marginal Tietê e pelas avenidas Doutor Abraão Ribeiro e Pacaembu.

## História

### Origem
Por volta de 1850, a região que corresponde atualmente à Barra Funda fazia parte da antiga Fazenda Iguape, propriedade de Antônio da Silva Prado, o Barão de Iguape. Essa fazenda após loteada deu origem a várias chácaras, entre elas a Chácara do Carvalho, pertencente ao Conselheiro Antônio Prado, neto do Barão de Iguape, e que mais tarde se tornaria prefeito do município de São Paulo.

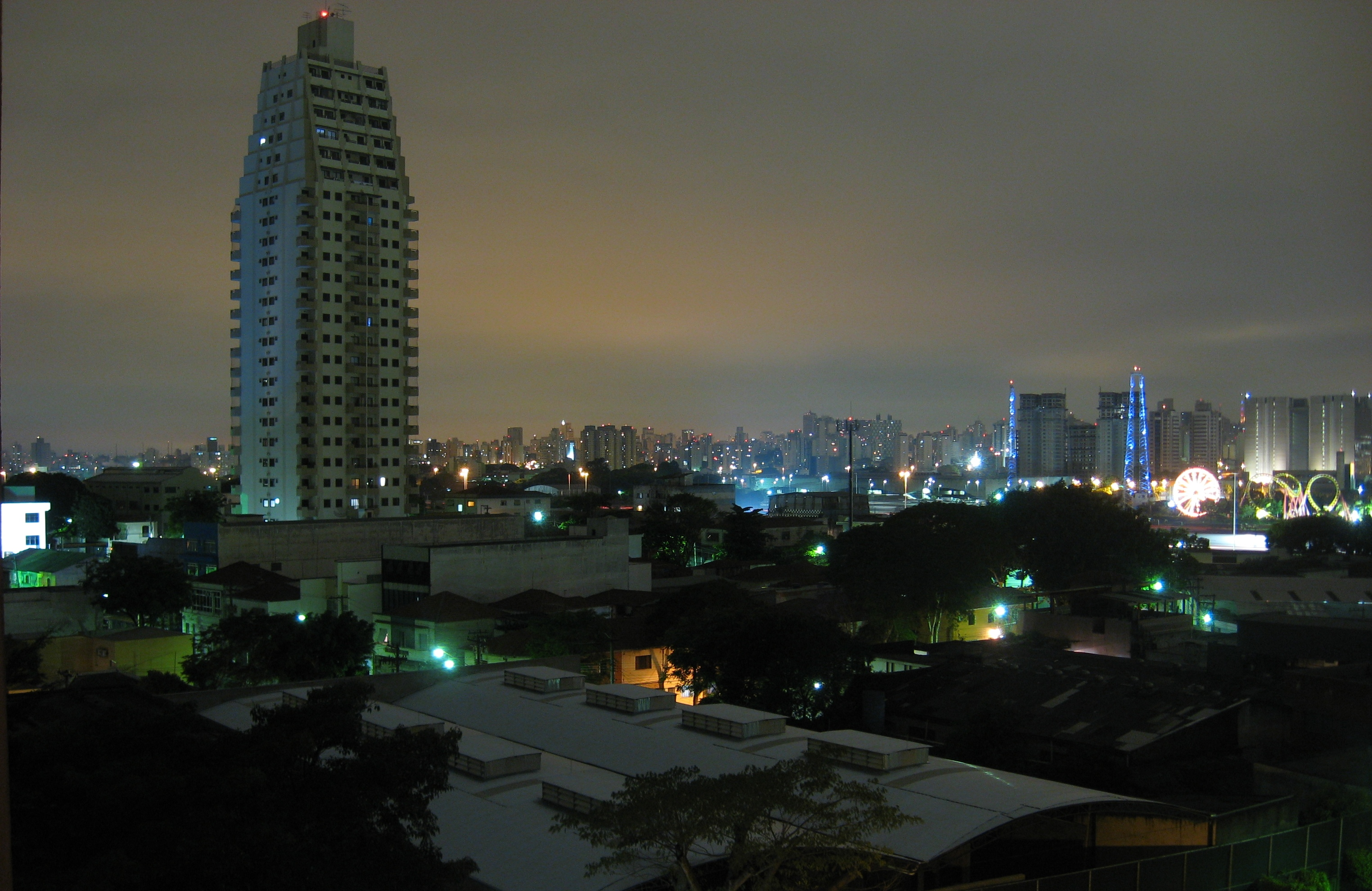
Vista do bairro da Casa Verde e no horizonte a Barra Funda

A importância da família e a grandiosidade dessas terras pode ser expressa pelo fato do Conselheiro Prado ter contratado Luigi Puci, responsável pelo projeto do Museu do Ipiranga, para projetar a casa sede da chácara. Anos depois, a chácara também foi loteada e sua Casa Sede foi adquirida pelo Instituto de Educação Bonni Consilii (que ainda situa-se no local).
As outras áreas loteadas deram origem ao distrito da Barra Funda e a parte dos atuais distritos da Casa Verde e Freguesia do Ó.
Logo após o loteamento da área, os primeiros a povoarem a região foram os italianos. Trabalhavam em serrarias e oficinas mecânicas, principalmente para atenderem a população do elitizado bairro vizinho dos Campos Elísios. Muitos também trabalharam na ferrovia que seria inaugurada no final deste século.

### Desenvolvimento
O desenvolvimento maior da região ocorreu após a inauguração da Estação Barra Funda da Estrada de Ferro Sorocabana, em 1875, funcionando como escoamento da produção de café paulista e também como armazém dos produtos que eram transportados do porto de Santos para o interior.

Avenida Água Branca, atual Avenida Francisco Matarazzo, década de 1920 (Arquivo Nacional)

Isso incentivou o aumento populacional e a ocupação da região e de seus arredores, que se intensificou com a criação, em 1892, da São Paulo Railway, inaugurada próxima à Estrada Sorocabana, justamente onde se encontra atualmente o Viaduto da Avenida Pacaembu.
O crescimento demográfico na região proporcionado pela ferrovia fez com que essa passasse a transportar, a partir de 1920, não apenas cargas mas também passageiros. A partir do século XX a população negra começou a povoar a região, alterando a característica essencialmente italiana da Barra Funda.
O primeiro bonde elétrico de São Paulo foi lançado em 7 de Maio de 1902, ligando a Barra Funda ao Largo São Bento. Neste trajeto, passava nas ruas Barra Funda, Brigadeiro Galvão, até seu ponto final na rua Anhanguera.

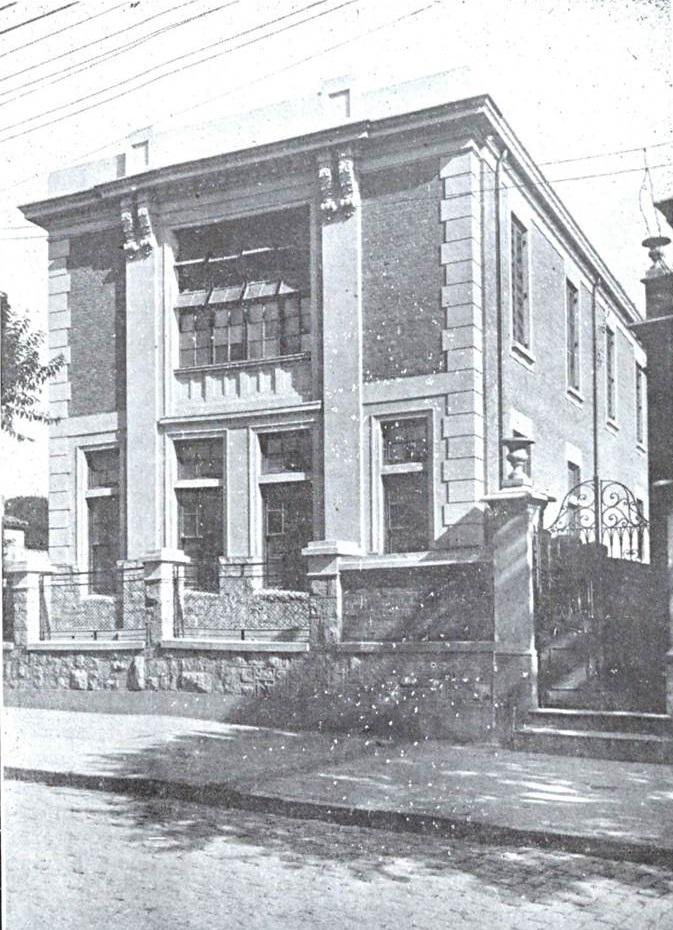
Prédio da primeira central telefônica automática (1928)

Também na Barra Funda, na rua Brigadeiro Galvão, foi inaugurada pela Companhia Telefônica Brasileira (CTB) em 14 de julho de 1928 a primeira central telefônica automática da cidade de São Paulo. Este prédio encontra-se conservado até os dias atuais.
Esse desenvolvimento comercial do bairro, aliado à grande facilidade no transporte e à proximidade dos elitizados bairro de Higienópolis e Campos Elísios, fez com que parte da elite paulista da indústria e do café se instalasse nessa região ao sul do bairro, entre a linha férrea e as margens do rio Tietê. Outro fator que colaborou para o desenvolvimento da Barra Funda foi a proximidade com o Parque Industrial das Indústrias Reunidas Fábricas Matarazzo, instalado no bairro vizinho da Água Branca, em 1920. As Indústrias Matarazzo empregavam boa parte da população da região, assim como em grande parte da cidade e foram a base do conhecido "Império Matarazzo", que foi se enfraquecendo até se extinguir na década de 1980.
O desenvolvimento da região sofreu um forte abalo com a Grande Depressão, que resultou no fechamento de indústrias e deslocamento da elite dessa região, abandonando seus casarões (alguns se tornaram cortiços mais adiante). Restou basicamente a indústria artesanal com oficinas, marcenarias, serraria ou indústrias alimentícias e têxteis de pequeno porte.

### Cultura

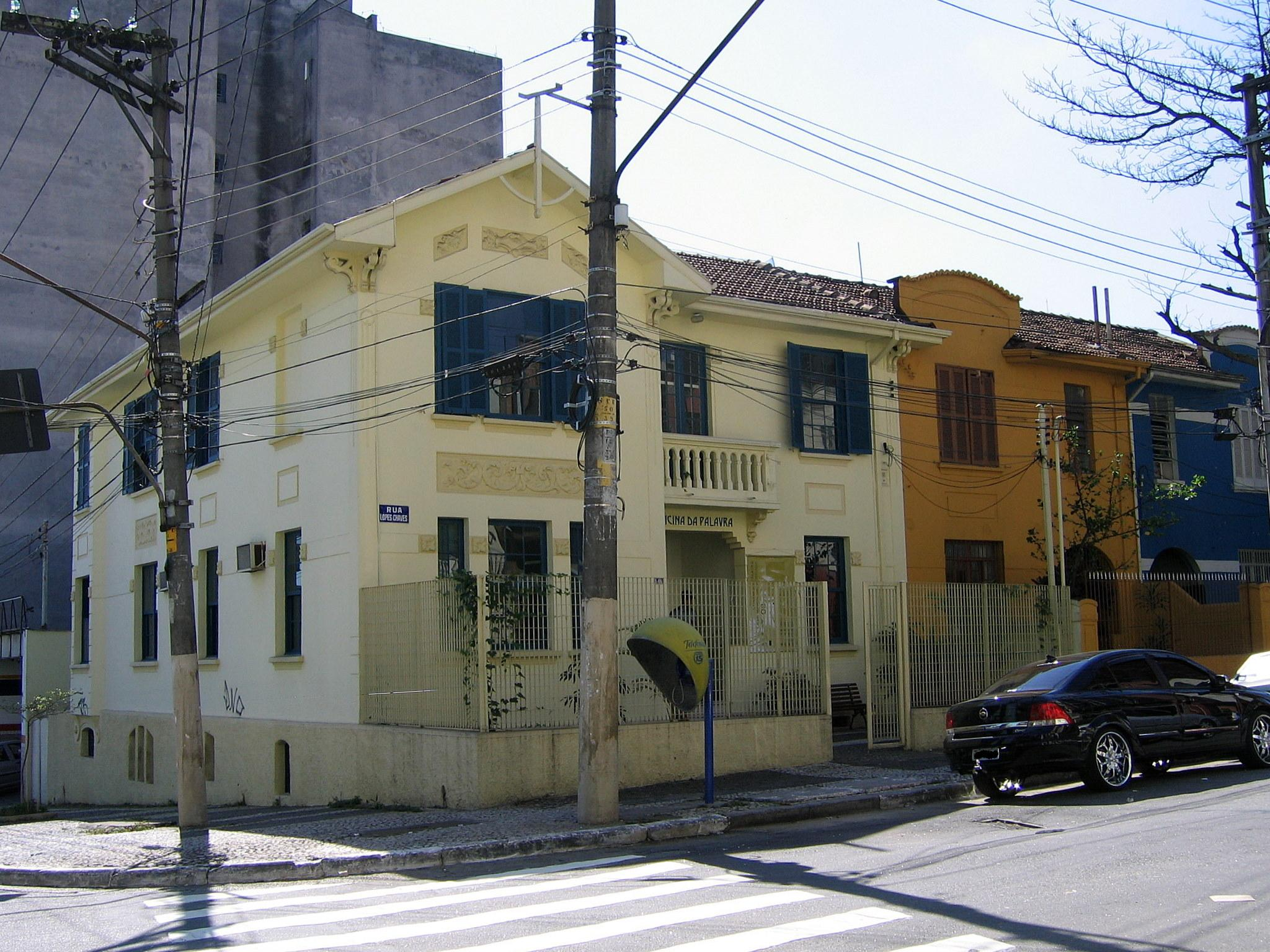
Antiga residência do escritor Mário de Andrade

Apesar das aparentes dificuldades, foi nesta época que a Barra Funda viveu uma época de grande manifestação cultural. O bairro expôs para o país grandes paulistanos como Mário de Andrade, que nasceu e viveu no bairro, que conserva até hoje sua antiga residência.

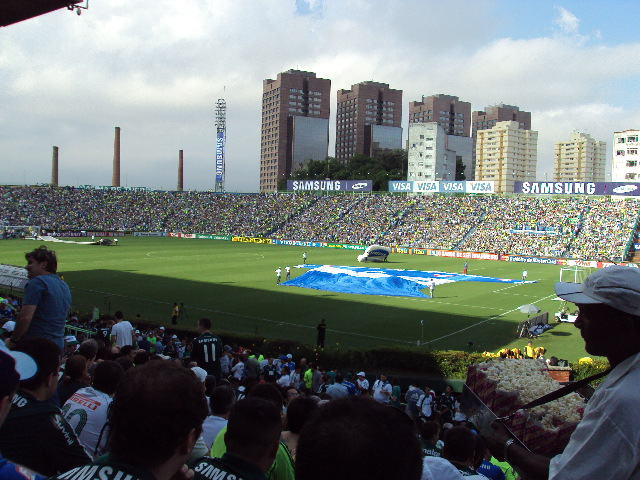
O Estádio Palestra Itália, ficava na Água Branca

Em 1917 foi inaugurado o Teatro São Pedro. Três anos depois, o Palestra Itália de São Paulo comprou um terreno em que foi construído o Estádio Palestra Itália, pertencente ao clube que em 1942 mudaria seu nome para Sociedade Esportiva Palmeiras, em 2014 foi inaugurado o novo estádio do clube, o Allianz Parque, no mesmo local do antigo estádio.
A Barra Funda também foi palco da criação do mais antigo cordão de carnaval da cidade: o Grupo Carnavalesco Barra Funda. O Grupo foi perseguido por pressão do presidente Getúlio Vargas, que confundiu a associação já que os mesmos utilizavam camisas verdes e calças brancas, mesmas cores da ação Integralista de Plinio Salgado. Finalmente, mudou de nome em 1953 para cordão Camisa Verde e Branco, mais tarde tornando-se escola de samba em 1972, ganhando o carnaval paulistano por 9 vezes e mantém sua sede no distrito.
Em 1973 foi inaugurado o Playcenter, maior parque de diversões da cidade, que foi fechado em 2012.

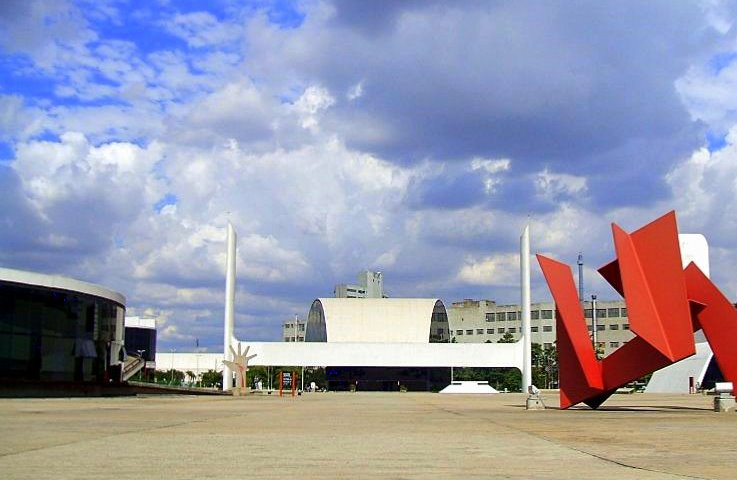
O Memorial da América Latina, construído por Oscar Niemeyer

No ano de 1989 foi concluída a construção do Memorial da América Latina, um grande reduto cultural inaugurado sobre o antigo Largo da Banana e projetado pelo arquiteto Oscar Niemeyer.

### Revitalização
A partir da década de 1970 começou a migração nordestina para a região e a atividade industrial, anteriormente um dos grandes pontos fortes da Barra Funda, diminuiu sensivelmente.
Essa situação começou a mudar apenas no final da década seguinte, com a construção do Terminal Intermodal Barra Funda, um dos maiores do país e com importância semelhante ao Terminal Tietê, pois reunia todas os tipos de transporte coletivo existentes na capital paulista: Metrô (com a inauguração da estação terminal da linha 3 - Barra Funda), trens das antigas linhas Sorocabana e Santos-Jundiaí, além de ônibus para viagens municipais, intermunicipais e internacionais.
Tais obras trouxeram novo desenvolvimento a área, com a revitalização de imóveis antigos, novos estabelecimentos comerciais e inclusive a instalação dos estúdios da Rede Record de televisão em 1995. Antes eram ocupados pela extinta TV Jovem Pan.
Neste bairro também se encontram os Fóruns Trabalhista Rui Barbosa e Criminal Mário Guimarães, além de abrigar a nova sede da Federação Paulista de Futebol. A FPF, antigamente, era situada na Avenida Brigadeiro Luís Antônio, centro da capital.
No ano de 2006, o então governador Cláudio Lembo autorizou a mudança do nome da estação de metrô "Barra Funda" para Palmeiras-Barra Funda, após vários pedidos dos torcedores, seguindo a linha da antiga estação Corinthians-Itaquera, da Estação Portuguesa-Tietê, da Estação Santos-Imigrantes e da estação da Linha 4 do Metrô, São Paulo-Morumbi.

## Demografia
Evolução demográfica do distrito da Barra Funda

## Moradores ilustres
- Inezita Barroso (1925-2015), bibliotecária, professora, cantora, atriz, instrumentista, folclorista, apresentadora de rádio e televisão
- Mário de Andrade (1893-1945), poeta, romancista, crítico de arte, musicólogo

## Bairros
Bairros da Barra Funda:
- Água Branca (parte)
- Barra Funda (parte)
- Vila Barra Funda
- Vila Chalot
- Vila Charlote
- Vila dos Ferroviários
- Parque Industrial Tomas Edson

## Distritos limítrofes
- Casa Verde, Limão e Freguesia do Ó (Norte)
- Lapa (Oeste)
- Santa Cecília e Bom Retiro (Leste)
- Perdizes (Sul)